# 祭神の変更
この項目では、特に明治維新の神仏分離令（神仏判然令）による神仏習合の権現、祇園社、牛頭天王社などの祭神や神号の変化を記載する。
その後、寺社によってはそのままであるところもあれば、祭神を復したり、以前の祭神と共に祀るところもある。また、寺社によっては時代による祭神の変化を紹介しているところもある。
一例であり、神社によっては祭神についての異説が存在する場合もあるため、各神社の詳細を参照のこと。

## 権現の変更
- 愛宕権現 → 愛宕大神（あたごおおかみ）
- 秋葉権現：三尺坊大権現（さんしゃくぼう） → 火之迦具土大神（かぐつち）
- 飯縄権現（飯綱明神）：荼枳尼天（だきにてん） → 保食命（うけもち）
- 伊豆山権現（走湯権現） → 伊豆山大神（赤白二龍）
- 越知大権現 → イザナギ
- 金毘羅大権現 → 大物主
- 蔵王権現 → 安閑天皇（広国押建金日命）
- 白山権現 → 白山比咩大神（しらやまひめ）
- 立山権現 → 立山大権現雄山神、刀尾天神剱岳神
- 石鈇大権現 → 石鎚大神（石土毘古神）

なお、権現号は公式的に廃された後も、寺社あるいはその祭神を指す呼称として継続使用されることがある。

## 天王社の変更
- 祇園社：（牛頭天王） → スサノオ

## その他
- 水天宮：（水天） → 天之御中主神（あめのみなかぬし）、安徳天皇、平徳子、平時子
- 熊野大社：（スサノオ） → 櫛御気野命（くしみけぬ）
- 出雲大社：（大国主 → スサノオ） → 大国主
- 神田明神：平将門は逆賊として祭神から外された。（昭和59年（1984年）祭神に復帰）

これらの祭神の変更には、もともと習合あるいは同一視されていた祇園＝スサノオ、白山権現＝白山比咩の例等もあるが、その他は古事記などから解釈し同一或いは近い神格のものに変更されている。また、水天は天御中主神と原初神であるという共通点から変更され、水天自体は併せて祀られる安徳天皇（水天皇）と同一視された。櫛御気野命はそのままスサノオの尊称とされる。（一部では五十猛命の異名にも使用される）

## 祭神の変更がなされた寺社
- 祇園信仰[1]
  - 感神院祇園社 → 八坂神社
  - 瀬高祇園宮、瀬高上庄祇園宮 → 八坂神社 (みやま市)
  - 止々呂美神社
- 八王子神社
- 蔵王信仰
  - 國軸山金峯山寺塔頭 吉水院 → 後醍醐天皇社 → 吉水神社。また吉野神宮を新設
    - 吉野城
    - 吉野行宮（金輪王寺、実城寺）

- 水天宮

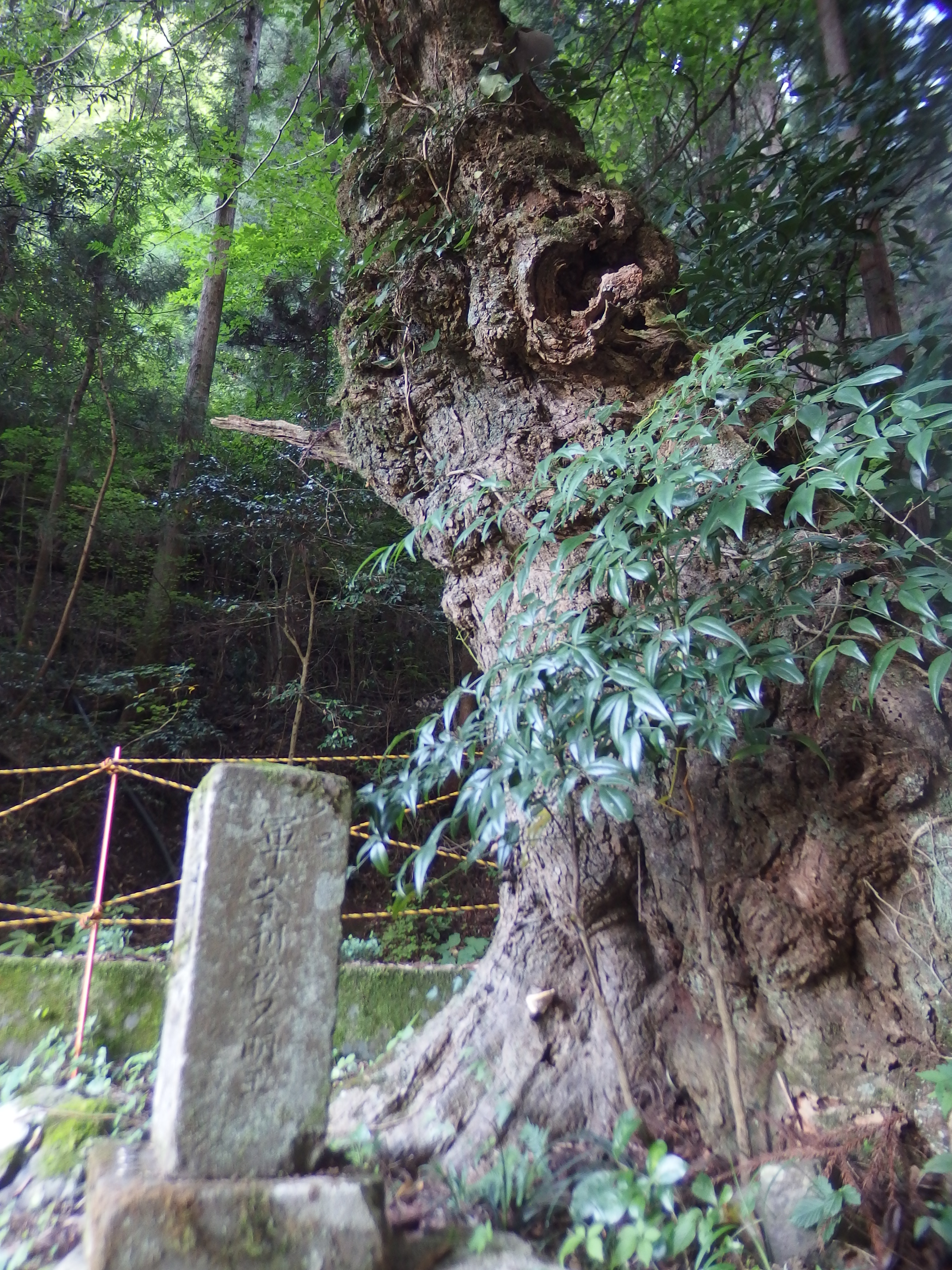
軍荼利明王の碑と井戸のサイカチ 撮影 2023年7月

- 軍太利神社、軍刀利神社 - もとは軍荼利明王か
- 秋葉神社
- 愛宕神社
- 白山神社
- 飯縄神社
- 稲荷神社
- 江文神社
- 熊野神社
- 若一王子神社
- 庚申信仰
  - 庚申堂、庚申社（青面金剛 → 猿田彦大神）
- 蚕影神社（蚕影山桑林寺）
- 薬師神社
- 金毘羅神社
  - 光明院観勝寺 → 安井金比羅宮
- 山王神社
- 第六天神社、魔王天神社（魔王大六様、魔王様）[2]（第六天魔王、他化自在天）
- 高来神社（高麗権現社）
- 談山神社（多武峯妙楽寺）
- 秩父今宮神社（八大宮、大宮山満光寺、長岳山正覚院金剛寺、八大龍王宮）
- 妙見神社（妙見宮）
- 千葉神社（千葉妙見宮（妙見菩薩、北辰妙見尊星王） → 天之御中主大神）
- 知立神社
- 弁天社、弁天宮（辨財天宮） → 厳島神社
  - 洲干辨天社（清水辨天、橫濱辨天） → 本泉寺増徳院と分離し厳島神社（宗像三女神）となる

- 戸隠神社
- 榛名神社（満行権現、榛名山巌殿寺満行宮）
- 由加神社本宮
- 赤間神宮（阿弥陀寺、安徳天皇御影堂）
- 小菅神社 (飯山市)（小菅山元隆寺）
- 小田八幡宮（小田毘沙門堂、小田山徳城寺）
- 猿田彦神社 (奈良市)（元興寺境内社）

道教・陰陽道
- 鎮宅霊符神社（鎮宅霊符神 → 天之御中主大神）
- 小松神社 (交野市)（鎮宅霊符神、妙見菩薩 → 天之御中主大神）
- 星宮神社
- 大将軍神社（大将軍社、大将軍八神社）（大将軍 → イワナガヒメ、岐の神、スサノオ）

## 廃仏毀釈の行われた寺社
- 青井阿蘇神社
- 金亀山与願寺 → 江の島大師と江島神社
- 建仁寺（寺領を膨大に減らされた）
- 神泉苑（寺領を大きく減らされ、山門を取り壊され、境内の神仏分離をさせられた）
- 木山宮 → 木山神社と木山寺
- 水無瀬殿 → 法華堂 → 水無瀬宮（仏式） → 水無瀬神宮

権現号の廃止
- 王子権現 → 忌部神社

### 江戸時代以前
- 天原山庿院安楽寺 → 太宰府天満宮
- 寶壽院 → 車折神社